# Пхири, Десмонд Дудва
Десмонд Дудва Пхири (Desmond Dudwa Phiri), известный как Д. Д. Пхири (23 февраля 1931, Мзимбе, Ньясаленд — 24 марта 2019, Блантайр) — малавийский писатель, драматург, историк и экономист. Был директором Мемориальной школы Эггри в Блантайре. Опубликовал 17 книг в области истории, социологии и экономики и был признан Панафриканской ассоциацией писателей (PAWA) одним из 23 лучших авторов Африки в 2011 году. Он был постоянным обозревателем малавийской газеты The Nation.

## Биография
Пхири родился 23 февраля 1931 года в Мзимбе, Малави. Он учился в средней школе Блантайра, Ливингстонии и Лондоне. Позже он переехал в Англию и изучал экономику, историю и социологию в Лондонской школе экономики (часть Лондонского университета). Ему была присвоена степень почетного доктора Университета Малави.
Он работал на дипломатической службе, пока не ушёл с госслужбы в 1976 году. Был директором и владельцем Мемориальной школы Эггри. Умер 24 марта 2019 года в частной больнице Мваивату в Блантайре.

## Опубликованные работы

### Биографии
- Let Us Die for Africa: An African Perspective on the Life and Death of John Chilembwe of Nyasaland — 1999
- Charles Chidongo Chinula — 1975
- Dunduzu K. Chisiza — 1974
- James Frederick Sangala: Founder of the Nyasaland African Congress and Bridge between Patriot John Chilembwe and Ngwazi Dr. H. Kamuzu Banda — 1974
- Inkosi Gomani II: Maseko-Ngoni Paramount Chief Who Suffered Martyrdom for His People and Country — 1973

### Исторические книги
- From Nguni to Ngoni:A History of the Ngoni Exodus from Zululand and Swaziland to Malawi, Tanzania and Zambia — 1982
- History of Malawi: From Earliest Times to the Year 1915 — January 2004
- History of the Tumbuka People — 2000
- Democracy with a Price: The History of Malawi since 1900 (соавторы Бакили Мулузи, Юсуф Джувайи, Мерси Махамбера) — 1999

### Романы (на языкетумбука)
- Mankhwala a Ntchito
- Kanakazi Kayaya
- Ku Msika wa Vyawaka
- Ulanda wa Mavunika

### Книги по самопомощи
- Hints to Private Students
- What the Achievers Teach about Success

### Эссе
- Malawi Our Future Our Choice: The Selected Essays of D. D. Phiri (co-authors John Williams, Judy Williams) — 2006.

### Пьесы
- The Chief’s Bride